# Station Marrakesh
Station Marrakesh is een treinstation in Marrakesh en het voorlopige eindpunt van het treinnetwerk in Marokko. Het huidige station is geopend in augustus 2008 en bevindt zich op het kruispunt van de Avenue Hassan II en de Avenue Mohammed VI in Guéliz, het nieuwe deel van Marrakech, ten noordwesten van de oude stad. In het station is een gebedsruimte gevestigd, alsmede diverse winkels en eetgelegenheden.
Het station is een zogenaamd kopstation: de lijnen eindigen op dit station. Ook als Marrakesh straks geen eindpunt meer is (wanneer de lijn is doorgetrokken verder naar het zuiden in de richting van Agadir blijft het een kopstation: de rijrichting zal in dat geval wijzigen.
Het huidige station Marrakesh ligt vlak voor het voormalige station dat in 1923 is gebouwd ten tijde van het Franse protectoraat.
Vanuit Marrakesh loopt een directe dienst naar Casablanca en Fez met mogelijkheid tot overstap op station Casablanca Voyageurs: aldaar is het mogelijk over te stappen op de lijn naar Tanger en de lijn naar Oujda. Momenteel is de exploitant van de Marokkaanse spoorwegen ONCF bezig met de bouw van een hogesnelheidslijn van Tanger naar Marrakesh

## Bestemmingen
Dagelijks zijn er doorgaande treinen naar Fez via Casablanca Voyageurs en nog twee doorgaand naar Tanger.
Via Casablanca kan men overstappen op de Oost-West lijn naar Oujda.